# Jazzimodo
Jazzimodo fue una banda chilena de jazz electrónico, pop, y música latina liderada por el pianista Lautaro Quevedo y la cantante Paz Court, activa desde 2005 hasta 2011.

## Historia
Lautaro Quevedo había trabajado en un grupo anterior de jazz electrónico llamado Cyberjazz, mientras que Paz Court también trabajaba de manera independiente sobre material electro-jazz. Ambos se conectaron para elaborar un repertorio original y luego convocaron al baterista Hans Ávila (integrante del quinteto de soul jazz de la cantante Rossana Saavedra, al igual que Quevedo) y al bajista Nelson Arriagada (con experiencia en Alemania en el grupo nu jazz Mo' Horizons). La banda tomó el nombre de Jazzimodo y terminó por ordenarse como sección rítmica eléctrica y voz femenina.
Realizaban intervenciones electrónicas y pop sobre estándares de jazz asociados a Thelonious Monk y Miles Davis, incorporando además piezas escritas en francés. En 2006 y 2007 dejaron el grupo Arriagada y Ávila y entonces Jazzimodo terminó por convertirse en una colaboración bilateral entre Quevedo y Court, convocando a una rotativa de músicos para la edición de su primer disco, Jazzimodo (2008).
Luego lograron una participación como dúo en el Festival de Viña del Mar del Bicentenario junto a Dj Caso, donde defendieron un arreglo de la canción "El rock del Mundial", de The Ramblers. De este primer álbum destacó el sencillo, Caramelo el cual alcanzó gran difusión en los medios de comunicación.
Jazzimodo lanzó su segundo y último disco, Cortar y pegar (2011), cuyo sencillo fue Castillos en el Aire. Este disco incorporó además del pop-jazz, a ritmos latinos, e incluso hip hop, con Tea-Time como invitado estelar. 
A fines de 2011 el dúo se disolvió sorpresivamente. Paz se dedicó a sus proyectos personales, mientras que Talo a liderar su trío de jazz, y a acompañar en el piano a Ángel Parra en su nueva banda de jazz llamada Los Fugitivos.

## Discografía
- Jazzimodo (2008 - Feria Music)
- Cortar y pegar (2011 - Feria Music)

## Integrantes
- Paz Court, composición, voz (2005 - 2011).
- Lautaro Quevedo, composición, piano, teclados y programación (2005 - 2011).
- Nelson Arriagada, bajo (2005 - 2006).
- Hans Ávila, batería (2005 - 2007).